# 大湾区文化体育中心
大湾区文化体育中心，前称南沙全民文化体育综合体，是中国广州市的一座集文化、旅游、体育等功能为一体的大型城市综合体，位于南沙区万顷沙镇二十一涌以南，毗邻珠江出海口，总占地约70万平方米，包含一座6万座体育场、2万座综合体育馆、4000座游泳跳水馆及运动员中心、配套公园等设施，已于2025年6月交付使用。

## 历史
2022年6月，《广州南沙深化面向世界的粤港澳全面合作总体方案》出炉后，广州市谋划在南沙区万顷沙南部片区打造“对外交流平台”，通过建设大型城市综合体“树立广州最南端海陆门户的城市形象，带动湾区发展”。2023年1月31日，广州市规划和自然资源局开展“南沙大型城市综合体规划设计研究国际竞赛”，最终由扎哈·哈迪德建筑事务所-广东省建筑设计研究院联合体的设计方案中标，被确定为落地实施方案。
2023年7月，华润置地以45.05亿元竞得广州天河区岐山路地块，并需配建南沙综合体项目。次月31日，项目正式动工。
2024年3月11日，体育场主体结构封顶，创造中国国内同规模场馆建设速度之最。同年7月，综合体育馆和游泳跳水馆钢结构封顶。
2025年6月，体育中心通过竣工验收。同月30日，体育中心移交运营。

## 建筑
大湾区文化体育中心以“扇迎天下客，明珠耀九州”为设计理念，各场馆布局“依海而生”，如夜明珠般沿海岸线展开。

### 体育场
位于场地东南角，总建筑面积约17万平方米，总高度约63.8米，地上共设五层。体育场屋顶采用弧形分层式结构，设计灵感取自中国传统绢面折扇的褶皱结构，呈现具有韵律感的叠瓦形态，看台设有6万个座位，采用不对称设计，大部分观众席直面珠江入海口，形成“以天为幕、以海为席”的景观效果。

### 体育馆
建筑面积约为11万平方米，外立面为流线型，融合了当地传统帆船船体逐渐收窄的几何轮廓，场内采用“固定看台+伸缩看台”设计，可容纳2万名观众，支持冰场与篮球场快速转换，是集体育比赛、演出、展览等多功能于一体的甲级综合场馆，可承办国际顶级赛事以及大型演艺活动。

### 游泳跳水馆
建筑面积约为5.5万平方米，配备4片泳池（含跳水池、比赛池、训练池、戏水池），可容纳4000名观众，是集跳水、游泳、花样游泳、水球等国际级赛事及训练功能于一体的甲级场馆。

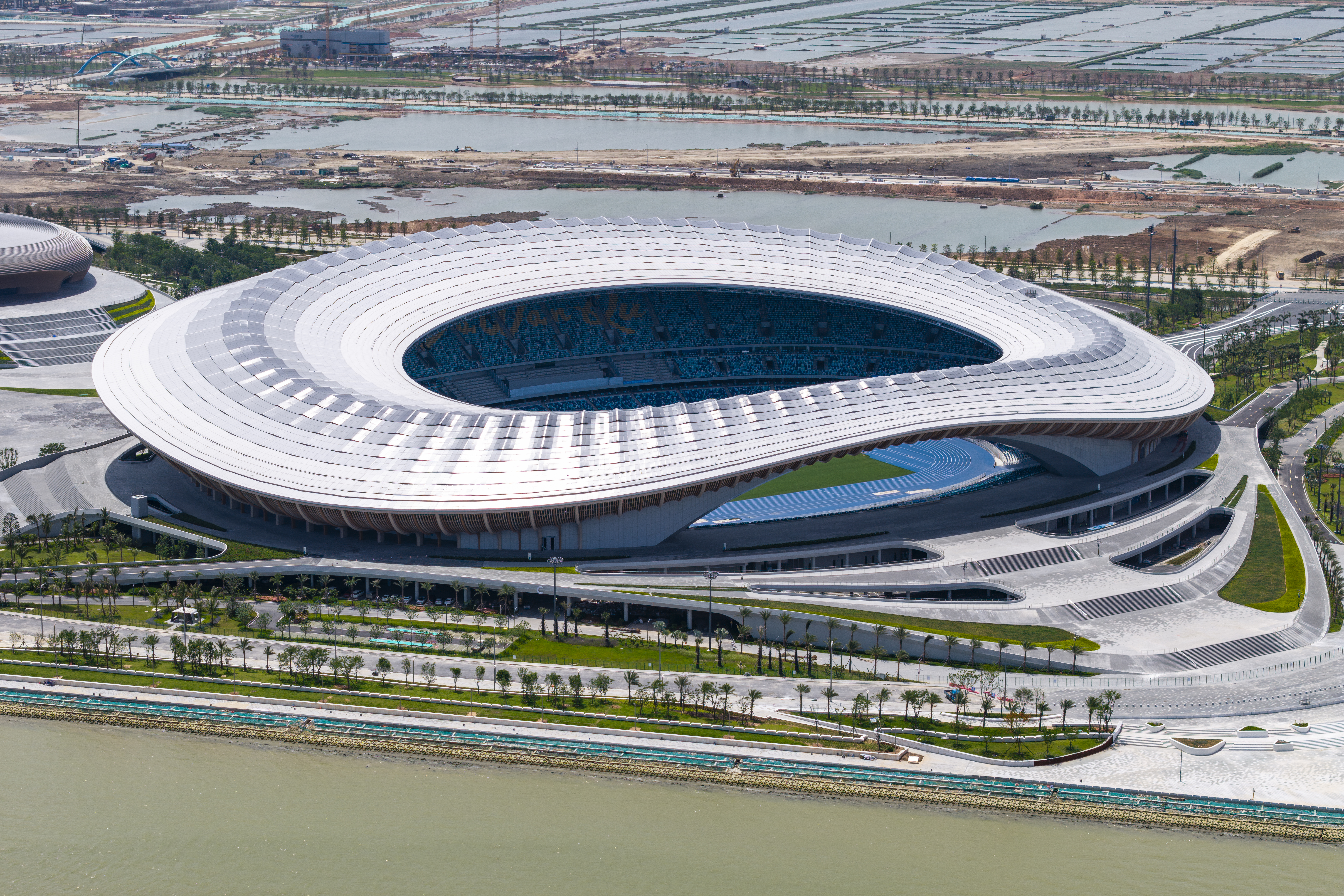
体育场
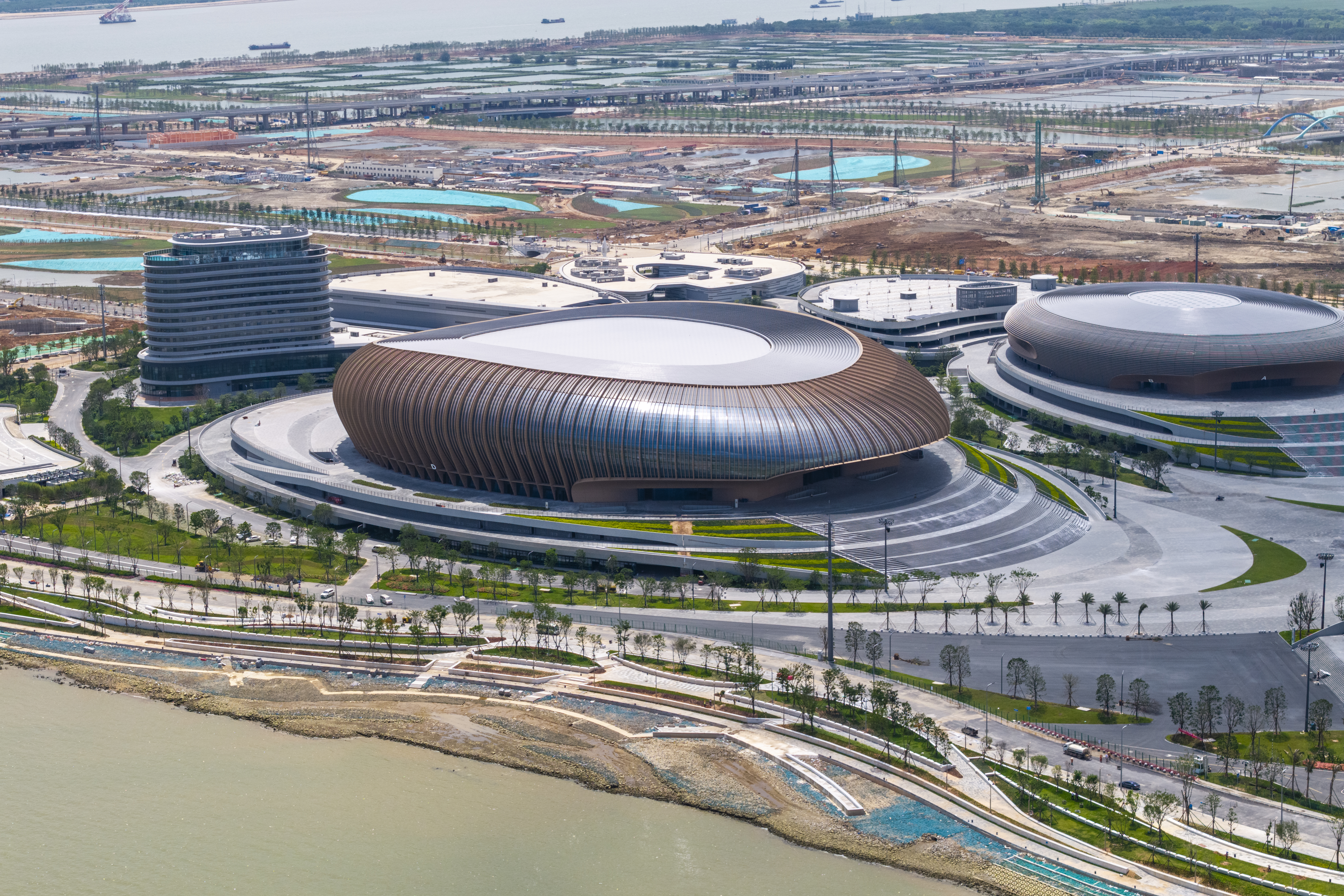
体育馆
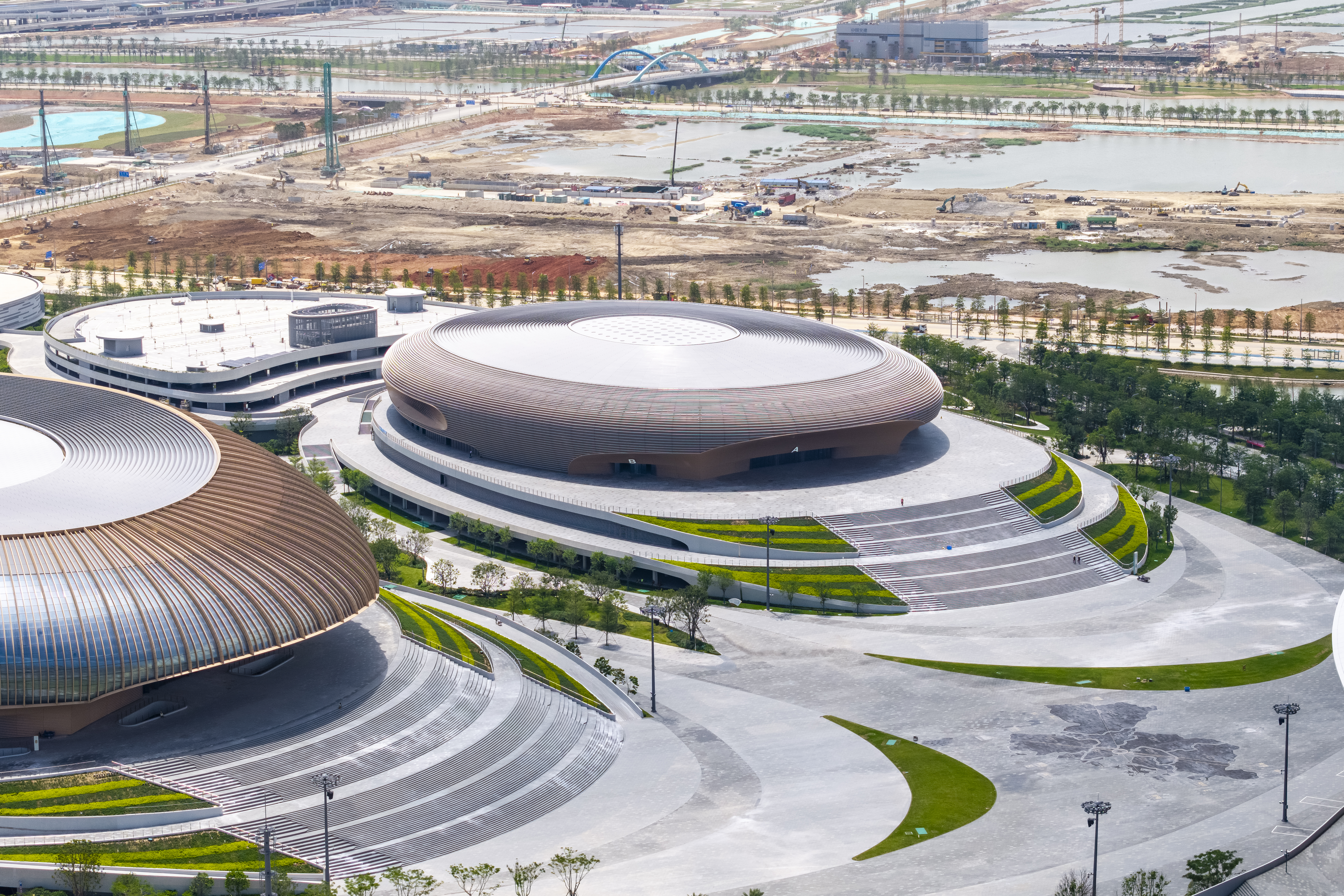
游泳跳水馆
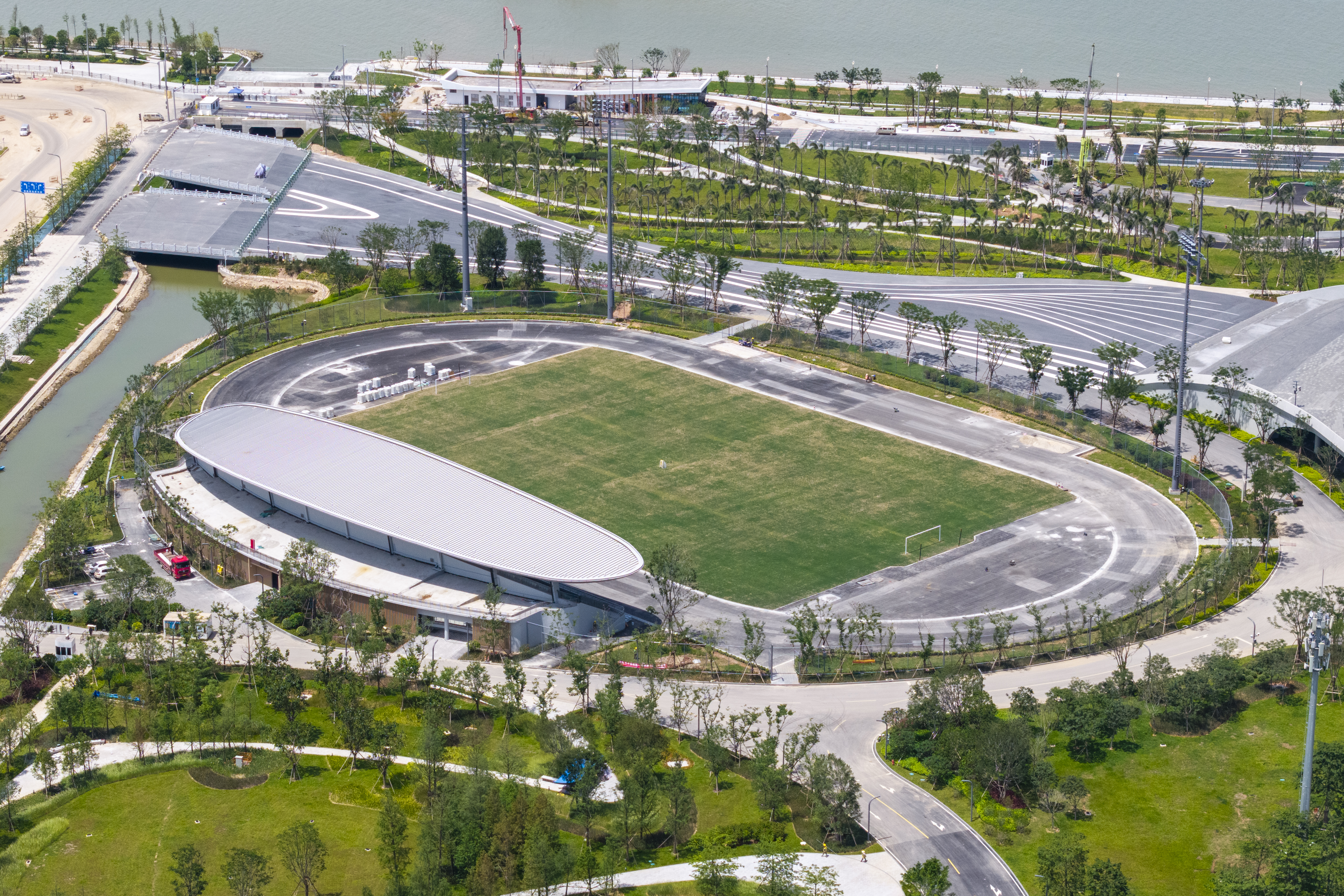
热身场

## 运营
2025年3月12日，华润置地子公司华润文化体育发展有限公司宣布中标项目运营权。

## 交通
- 轨道交通：地铁二十涌站
- 高速公路：南中高速南沙联络线